# Lista de ilhas por área

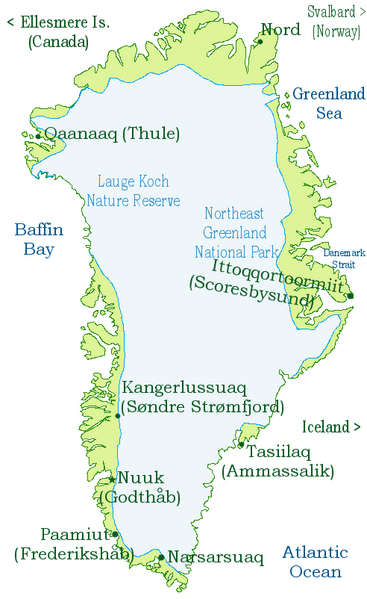
A Gronelândia é a maior ilha do mundo, enquanto a Austrália é considerada como continente

Esta é a lista das ilhas da Terra com área maior que 2500 km². Sobre a Austrália há polêmica em considerá-la como ilha, pois com a sua enorme área (7 741 220 km²) é geralmente tida como um continente.

## As grandes massas continentais
- Os números apresentados são aproximações.

| Posição                         | Continente |                   | Estado(s) no seu território |           |
| ------------------------------- | ---------- | ----------------- | --- | --------- |
| 1                               | Ásia       | 44.580.00 em km²  | Afeganistão , Arábia Saudita , Armênia, Azerbaijão, Bahrein, Bangladesh , Brunei , Butão, Camboja, Cazaquistão, Catar, China , Chipre, Cingapura , Coreia do Norte , Coreia do Sul, Egito, Emirados Árabes, Filipinas, Geórgia, Iêmen, Índia, Indonésia, Irã , Iraque , Israel , Japão, Jordânia, Kuwait , Laos, Líbano, Malásia, Maldivas , Mianmar, Mongólia , Nepal , Omã, Paquistão, Quirguistão , Rússia, Síria, Sri Lanka , Tajiquistão, Tailândia , Timor-Leste, Turcomenistão , Turquia, Uzbequistão e Vietnã. Territórios não reconhecidos: Taiwan e Estado da Palestina. Dependências: Ilhas de Cocos e Ilha do Natal (Austrália), Guam (Estados Unidos), Acrotíri e Decelia e Território do Oceano Índico (Reino Unido). Entidades especiais reconhecidas: Hong Kong e Macau." |           |
| 2                               | América    | 42.550.000 em km² | América do Norte: EUA, Canadá e México América Central: Belize, Costa Rica, El Salvador, Guatemala, Honduras, Nicarágua e Panamá, Antígua e Barbuda, Bahamas, Barbados, Cuba, Domínica, Granada, Haiti, Jamaica, República Dominicana, Santa Lúcia, São Cristóvão e Neves, São Vicente e Granadinas e Trinidade Tobago América do Sul: Brasil, Uruguai. Argentina, Chile, Bolivia, Paraguai, Peru, Equador, Colômbia, Venezuela, Suriname e Guiana |           |
| 3                               | África     | 30.370.000 em km² | África do Sul, Angola, Argélia, Benim, Botswana, Burquina Faso, Burundi, Camarões, Chade, Costa do Marfim, Djibouti, Egito, Eritreia, Etiópia, Gabão, Gâmbia, Gana, Guiné, Guiné-Bissau, Guiné Equatorial, Ilhas de Madagascar, Ilhas de Cabo Verde , Ilha de Comores, Ilhas de São Tomé e Príncipe, Ilhas Seychelles, Lesoto, Libéria, Líbia, Malawi, Mali, Marrocos, Mauritânia, Moçambique, Namíbia, Níger, Nigéria, Quênia , República Centro-Africana , República Democrática do Congo , República do Congo , República de Maurício, Ruanda, Senegal, Serra Leoa, Somália, Eswatini, Sudão, Sudão do Sul, Tanzânia, Togo, Tunísia, Uganda, Zâmbia e Zimbábue |           |
| 4                               | Europa     | 10.420.000 em km² | Albânia, Alemanha, Andorra, Armênia, Áustria, Azerbaijão, Bielorrússia, Bélgica, Bósnia e Herzegovina, Bulgária, Cazaquistão, Chipr, Chéquia (ou Tchéquia), Croácia, Dinamarca, Eslováquia, Eslovênia, Espanha, Estônia, Finlândia, França, Grécia, Geórgia, Hungria,Islândia, Itália, Letônia, Liechtenstein, Lituânia, Luxemburgo, Macedônia do Norte, Malta, Moldávia, Mônaco, Montenegro, Noruega, Países Baixos, Polônia, Portugal, Reino Unido da Grã-Bretanha e Irlanda do Norte, República da Irlanda, Romênia, Rússia, São Marino, Sérvia, Suécia, Suíça, Turquia, Ucrânia, Vaticano |           |
| 3                               | Antártida  | 13.660.00 em km²  | Nenhum |           |
| 4                               | Oceânia    | 7.688.000 em km²  | {\| class="wikitable" | Austrália |
| Estados Federados da Micronésia |            |                   | |           |
| Fiji                            |            |                   | |           |
| Ilhas Marshall                  |            |                   | |           |
| Ilhas Salomão                   |            |                   | |           |
| Kiribati                        |            |                   | |           |
| Nauru                           |            |                   | |           |
| Nova Zelândia                   |            |                   | |           |
| Palau                           |            |                   | |           |
| Papua Nova Guiné                |            |                   | |           |
| Samoa                           |            |                   | |           |
| Tonga                           |            |                   | |           |
| Tuvalu                          |            |                   | |           |
| Vanuatu                         |            |                   | |           |

|-
|
|}
|}
Nota: a Austrália, com 7 600 000 km², é aqui considerada como massa continental e não uma ilha. A Austrália é mais de três vezes maior que a Gronelândia, a maior ilha. Por vezes a Austrália continental (Mainland Australia, a maior porção contínua da Austrália) é chamada 'A Ilha-Continente'.

## As maiores ilhas

### Mais do que 250000 km²
| Posição | Nome             | Área (km²) | Estado(s) no seu território                                   |
| ------- | ---------------- | ---------- | ------------------------------------------------------------- |
| 1       | Gronelândia      | 2 175 600  | Gronelândia                                                   |
| 2       | Ilha das Guianas | 1 700 000  | Venezuela, Guiana, Suriname, Brasil, França( Guiana Francesa) |
| 3       | Nova Guiné       | 785 753    | Indonésia e Papua-Nova Guiné                                  |
| 4       | Bornéu           | 748 168    | Indonésia, Malásia e Brunei                                   |
| 5       | Madagáscar       | 587 040    | Madagáscar                                                    |
| 6       | Ilha de Baffin   | 507 451    | Canadá                                                        |
| 7       | Sumatra          | 473 481    | Indonésia                                                     |

### Entre 25 000 km² e 250 000 km²
| Posição | Nome                         | Área (km²) | Estado(s) no seu território |
| ------- | ---------------------------- | ---------- | --------------------------- |
| 8       | Honshu                       | 225 800    | Japão                       |
| 9       | Ilha Victoria                | 217 291    | Canadá                      |
| 10      | Grã-Bretanha                 | 209 331    | Reino Unido                 |
| 11      | Ilha Ellesmere               | 196 235    | Canadá                      |
| 12      | Celebes (Sulawesi)           | 180 681    | Indonésia                   |
| 13      | Ilha Sul                     | 145 836    | Nova Zelândia               |
| 14      | Java                         | 138 794    | Indonésia                   |
| 15      | Ilha Norte                   | 111 583    | Nova Zelândia               |
| 16      | Luzon                        | 109 965    | Filipinas                   |
| 17      | Terra Nova                   | 108 860    | Canadá                      |
| 18      | Cuba                         | 105 806    | Cuba                        |
| 19      | Islândia                     | 101 826    | Islândia                    |
| 20      | Mindanau                     | 97 530     | Filipinas                   |
| 21      | Irlanda                      | 84 421     | Irlanda, Reino Unido        |
| 22      | Hokkaido                     | 83 424     | Japão                       |
| 23      | Hispaniola                   | 73 929     | República Dominicana, Haiti |
| 24      | Sacalina                     | 72 493     | Rússia                      |
| 25      | Ilha Banks                   | 70 028     | Canadá                      |
| 26      | Sri Lanka                    | 65 610     | Sri Lanka                   |
| 27      | Tasmânia                     | 64 519     | Austrália                   |
| 28      | Ilha de Devon                | 55 247     | Canadá                      |
| 29      | Ilha Alexandre I             | 49 070     | Antártida                   |
| 30      | Ilha Grande da Terra do Fogo | 47 401     | Argentina, Chile            |
| 31      | Ilha Severny de Nova Zembla  | 47 079     | Rússia                      |
| 32      | Ilha Berkner                 | 43 873     | Antártida                   |
| 33      | Ilha Axel Heiberg            | 43 178     | Canadá                      |
| 34      | Ilha Melville                | 42 149     | Canadá                      |
| 35      | Ilha Southampton             | 41 214     | Canadá                      |
| 36      | Ilha de Marajó               | 40 100     | Brasil                      |
| 37      | Spitsbergen (arq. Svalbard)  | 38 981     | Noruega                     |
| 38      | Kyushu                       | 37 437     | Japão                       |
| 39      | Taiwan                       | 35 883     | Taiwan                      |
| 40      | Nova Bretanha                | 35 145     | Papua-Nova Guiné            |
| 41      | Ilha do Príncipe de Gales    | 33 339     | Canadá                      |
| 42      | Ilha Yuzhny de Nova Zembla   | 33 246     | Rússia                      |
| 43      | Hainan                       | 33 210     | China                       |
| 44      | Ilha Vancouver               | 31 285     | Canadá                      |
| 45      | Timor                        | 28 418     | Timor-Leste, Indonésia      |
| 46      | Sicília                      | 25 662     | Itália                      |

### Entre 10 000 km² e 25 000 km²
| Posição | Nome                           | Área (km²) | Estado(s) no seu território |
| ------- | ------------------------------ | ---------- | --------------------------- |
| 47      | Ilha Somerset                  | 24 786     | Canadá                      |
| 48      | Ilha Kotelny                   | 24 000     | Rússia                      |
| 49      | Sardenha                       | 23 949     | Itália                      |
| 50      | Ilha do Bananal                | 20 000     | Brasil                      |
| 51      | Shikoku                        | 18 545     | Japão                       |
| 52      | Halmahera                      | 18 040     | Indonésia                   |
| 53      | Ceram                          | 17 454     | Indonésia                   |
| 54      | Nova Caledónia                 | 16 648     | França                      |
| 55      | Ilha Bathurst                  | 16 042     | Canadá                      |
| 56      | Ilha Prince Patrick            | 15 848     | Canadá                      |
| 57      | Ilha Thurston                  | 15 700     | Antártida                   |
| 58      | Sumbawa                        | 14 386     | Indonésia                   |
| 59      | Nordaustlandet (arq. Svalbard) | 14 247     | Noruega                     |
| 60      | Oktyabrskoy Revolyutsii        | 14 204     | Rússia                      |
| 61      | Flores                         | 14 154     | Indonésia                   |
| 62      | Ilha do Rei Guilherme          | 13 111     | Canadá                      |
| 63      | Ilha Negros                    | 13 074     | Filipinas                   |
| 64      | Samar                          | 12 849     | Filipinas                   |
| 65      | Palawan                        | 12 189     | Filipinas                   |
| 66      | Panay                          | 12 011     | Filipinas                   |
| 67      | Tupinambarana                  | 11 850     | Brasil                      |
| 68      | Yos Sudarso                    | 11 742     | Indonésia                   |
| 69      | Bangka                         | 11 413     | Indonésia                   |
| 70      | Ilha Ellef Ringnes             | 11 295     | Canadá                      |
| 71      | Bolshevik                      | 11 206     | Rússia                      |
| 72      | Jamaica                        | 11 190     | Jamaica                     |
| 73      | Ilha Bylot                     | 11 067     | Canadá                      |
| 74      | Sumba                          | 10 711     | Indonésia                   |
| 75      | Mindoro                        | 10 572     | Filipinas                   |
| 76      | Viti Levu                      | 10 531     | Fiji                        |
| 77      | Ilha Havai                     | 10 434     | Estados Unidos              |
| 78      | Ilha Cape Breton               | 10 311     | Canadá                      |

### Entre 5 000 km² e 10 000 km²
| Posição | Nome                          | Área (km²) | Estado(s) no seu território            |
| ------- | ----------------------------- | ---------- | -------------------------------------- |
| 79      | Ilha do Príncipe Carlos       | 9521       | Canadá                                 |
| 80      | Ilha Bougainville             | 9318       | Papua-Nova Guiné                       |
| 81      | Ilha Kodiak                   | 9293       | Estados Unidos                         |
| 82      | Chipre                        | 9234       | Chipre                                 |
| 83      | Porto Rico                    | 9100       | Porto Rico                             |
| 84      | Ilha Komsomolets              | 8812       | Rússia                                 |
| 85      | Córsega                       | 8741       | França                                 |
| 86      | Ilha Disko (Qeqertarsuatsiaq) | 8612       | Gronelândia                            |
| 87      | Ilha Carney                   | 8500       | Antártida                              |
| 88      | Ilha Grande de Chiloé         | 8478       | Chile                                  |
| 89      | Buru                          | 8473       | Indonésia                              |
| 90      | Creta                         | 8350       | Grécia                                 |
| 91      | Ilha Anticosti                | 7941       | Canadá                                 |
| 92      | Ilha Roosevelt                | 7910       | Antártida                              |
| 93      | Ilha de Wrangel               | 7866       | Rússia                                 |
| 94      | Nova Irlanda                  | 7404       | Papua-Nova Guiné                       |
| 95      | Leyte                         | 7368       | Filipinas                              |
| 96      | Sjælland                      | 7180       | Dinamarca                              |
| 97      | Ilha Cornwallis               | 6995       | Canadá                                 |
| 98      | Ilha do Príncipe de Gales     | 6675       | Estados Unidos                         |
| 99      | Grande Terre                  | 6617       | Terras Austrais e Antárticas Francesas |
| 100     | Falkland Oriental ou Soledad  | 6605       | Ilhas Malvinas                         |
| 101     | Ilha Siple                    | 6390       | Antártida                              |
| 102     | Ilha Graham                   | 6361       | Canadá                                 |
| 103     | Novaya Sibir                  | 6201       | Rússia                                 |
| 104     | Ilha Melville                 | 5765       | Austrália                              |
| 105     | Ilha do Príncipe Eduardo      | 5620       | Canadá                                 |
| 106     | Vanua Levu                    | 5587       | Fiji                                   |
| 107     | Ilha Wellington               | 5556       | Chile                                  |
| 108     | Ilha Coats                    | 5498       | Canadá                                 |
| 109     | Bali                          | 5416       | Indonésia                              |
| 110     | Ilha Chichagof                | 5388       | Estados Unidos                         |
| 111     | Guadalcanal                   | 5353       | Ilhas Salomão                          |
| 112     | Ilha Amund Ringnes            | 5255       | Canadá                                 |
| 113     | Bolshoy Lyakhovsky            | 5157       | Rússia                                 |
| 114     | Ilha de São Lourenço          | 5135       | Estados Unidos                         |
| 115     | Ilha Riesco                   | 5110       | Chile                                  |
| 116     | Edgeøya (arq. Svalbard)       | 5073       | Noruega                                |
| 117     | Ilha Mackenzie King           | 5048       | Canadá                                 |
| 118     | Trinidad                      | 5009       | Trinidad e Tobago                      |

### Entre 2 500 km² e 5 000 km²
| Posição | Nome                                 | Área (km²) | Estado(s) no seu território            |
| ------- | ------------------------------------ | ---------- | -------------------------------------- |
| 119     | Kolguyev                             | 4968       | Rússia                                 |
| 120     | Ilha Grande do Gurupá                | 4864       | Brasil                                 |
| 121     | Ilha Isabela                         | 4711       | Equador                                |
| 122     | Vendsyssel-Thy                       | 4685       | Dinamarca                              |
| 123     | Lombok                               | 4625       | Indonésia                              |
| 124     | Falkland Ocidental ou Grande Malvina | 4531       | Ilhas Malvinas                         |
| 125     | Belitung                             | 4478       | Indonésia                              |
| 126     | Cebu                                 | 4468       | Filipinas                              |
| 127     | Ilha Adelaide                        | 4463       | Antártida                              |
| 128     | Ilha Stefansson                      | 4463       | Canadá                                 |
| 129     | Madura                               | 4429       | Indonésia                              |
| 130     | Buton                                | 4408       | Indonésia                              |
| 131     | Ilha Kangaroo                        | 4374       | Austrália                              |
| 132     | Ilha Admiralty                       | 4362       | Estados Unidos                         |
| 133     | Ilha Nunivak                         | 4209       | Estados Unidos                         |
| 134     | Ilha Unimak                          | 4119       | Estados Unidos                         |
| 135     | Ilha Hoste                           | 4117       | Chile                                  |
| 136     | Ilha Spaatz                          | 4100       | Antártida                              |
| 137     | Ilha Baranof                         | 4064       | Estados Unidos                         |
| 138     | Nias                                 | 4048       | Indonésia                              |
| 139     | Espiritu Santo                       | 3956       | Vanuatu                                |
| 140     | Milne Land                           | 3913       | Gronelândia                            |
| 141     | Malaita                              | 3836       | Ilhas Salomão                          |
| 142     | Siberut                              | 3828       | Indonésia                              |
| 143     | Bohol                                | 3821       | Filipinas                              |
| 144     | Geórgia do Sul                       | 3718       | Ilhas Geórgia do Sul e Sandwich do Sul |
| 145     | Eubeia                               | 3707       | Grécia                                 |
| 146     | Santa Inés                           | 3688       | Chile                                  |
| 147     | Maiorca                              | 3667       | Espanha                                |
| 148     | Ilha de Santa Isabel                 | 3665       | Ilhas Salomão                          |
| 149     | Long Island de Nova Iorque           | 3629       | Estados Unidos                         |
| 150     | Socotorá                             | 3607       | Iêmen                                  |
| 151     | Wetar                                | 3600       | Indonésia                              |
| 152     | Ilha Traill                          | 3542       | Gronelândia                            |
| 153     | Ilha do Urso                         | 3500       | Antártida                              |
| 154     | Andros                               | 3439       | Bahamas                                |
| 155     | Vaygach                              | 3329       | Rússia                                 |
| 156     | Masbate                              | 3268       | Filipinas                              |
| 157     | Iturup (Etorofu)                     | 3238       | Rússia                                 |
| 158     | Ilha de São Cristóvão                | 3190       | Ilhas Salomão                          |
| 159     | Ilha Mansel                          | 3180       | Canadá                                 |
| 160     | Waigeo                               | 3154       | Indonésia                              |
| 161     | Yamdena                              | 3 100      | Indonésia                              |
| 162     | Gotland                              | 3027       | Suécia                                 |
| 163     | Fiónia                               | 3012       | Dinamarca                              |
| 164     | Ilha Akimiski                        | 3001       | Canadá                                 |
| 165     | Ilha Choiseul                        | 2971       | Ilhas Salomão                          |
| 166     | Ilha Revillagigedo                   | 2965       | Estados Unidos                         |
| 167     | Taliabu                              | 2913       | Indonésia                              |
| 168     | Muna                                 | 2889       | Indonésia                              |
| 169     | Zemlya Georga                        | 2821       | Rússia                                 |
| 170     | Ilha Kupreanof                       | 2813       | Estados Unidos                         |
| 171     | Ilha Borden                          | 2794       | Canadá                                 |
| 172     | Andamão do Norte                     | 2781       | Índia                                  |
| 173     | Ilha Manitoulin                      | 2766       | Canadá                                 |
| 174     | Ilha Unalaska                        | 2722       | Estados Unidos                         |
| 175     | Saaremaa                             | 2672       | Estónia                                |
| 176     | Ilha Moresby                         | 2608       | Canadá                                 |
| 177     | Ilha James Ross                      | 2598       | Antártida                              |
| 178     | Obira                                | 2542       | Indonésia                              |
| 179     | Reunião                              | 2535       | França                                 |

### Entre 2 000 km² e 2 500 km²
| Posição | Nome                 | Área (km²) | Estado(s) no seu território |
| ------- | -------------------- | ---------- | --------------------------- |
| 180     | Ilha Navarino        | 2,473      | Chile                       |
| 181     | Paramushir           | 2,471      | Rússia                      |
| 182     | Ilha de Ross         | 2,460      | Antártida                   |
| 183     | Ilha Ymer            | 2,437      | Gronelândia                 |
| 184     | Ilha Anvers          | 2,432      | Antártida                   |
| 185     | Ilha Karaginski      | 2,404      | Rússia                      |
| 186     | Ilha Cornwall        | 2,358      | Canadá                      |
| 187     | Peleng               | 2,346      | Indonésia                   |
| 188     | Groote Eylandt       | 2,285      | Austrália                   |
| 189     | Yapen                | 2,278      | Indonésia                   |
| 190     | Morotai              | 2,266      | Indonésia                   |
| 191     | Ilha Princess Royale | 2,251      | Canadá                      |
| 192     | Ilha da Juventude    | 2,237      | Cuba                        |
| 193     | Terra de Wilczek     | 2,203      | Rússia                      |
| 194     | Hinnøya              | 2,198      | Noruega                     |
| 195     | Ilha Nelson          | 2,183      | Estados Unidos              |
| 196     | Ilha Richards        | 2,165      | Canadá                      |
| 197     | Trangan              | 2,149      | Indonésia                   |
| 198     | Alor                 | 2,120      | Indonésia                   |
| 199     | Ilha de Margarita    | 2,100      | Venezuela                   |
| 200     | Lewis e Harris       | 2,086      | Escócia                     |
| 201     | Laut                 | 2,057      | Indonésia                   |
| 202     | Malakula             | 2,041      | Vanuatu                     |
| 203     | Nova Geórgia         | 2,037      | Ilhas Salomão               |
| 204     | Misool               | 2,034      | Indonésia                   |
| 205     | Ilha Magdalena       | 2,025      | Chile                       |
| 206     | Ilha René-Levasseur  | 2,020      | Canadá                      |
| 207     | Tenerife             | 2,008      | Espanha                     |
| 208     | Ayon                 | 2,000      | Rússia                      |